# Viorel Nicoară
Viorel Nicoară (sinh ngày 27 tháng 9 năm 1987) là một cầu thủ bóng đá người România thi đấu ở vị trí tiền vệ cho Juventus București, theo dạng cho mượn từ Juventus București.

## Sự nghiệp
Viorel Nicoară, một sản phẩm của học viện Unirea Urziceni, bắt đầu sự nghiệp tại Tineretului Stadium, nhưng không được ra sân trận nào. Anh được cho mượn đến CSM Râmnicu Sărat, và năm 2008 được bán cho Victoria Brăneşti.
Anh giành quyền thắng hạng Liga I cùng với Victoria Brăneşti trong mùa giải đầu tiên của anh ở Liga II. Trong mùa giải 2009-10, anh được triệu tập bởi huấn luyện viên Đội tuyển bóng đá quốc gia România Răzvan Lucescu vào đội tuyển U-23, cùng với đồng đội Vasile Olariu.
Anh có màn ra mắt với đội tuyển quốc gia România vào tháng 8 năm 2011, thi đấu 7 phút cuối cùng trong trận giao hữu trước San Marino.

## Danh hiệu

### CFR Cluj
- Vô địch Liga I (2011–12)

### Pandurii Târgu Jiu
- Á quân Liga I (2012–13)

### Victoria Brăneşti
- Vô địch Liga II (2009-10)